# Mecyclothorax debiliceps
Mecyclothorax debiliceps is een keversoort uit de familie van de loopkevers (Carabidae). De wetenschappelijke naam van de soort is voor het eerst geldig gepubliceerd in 2006 door Liebherr.